# Андреевка 1-я
Андреевка 1-я — деревня в Верхнехавском районе Воронежской области.
Входит в состав Сухогаёвского сельского поселения.

## География

### Улицы
- ул. Луговая,
- ул. Строителей.

## Население
| 2000 | 2005 | 2010 |
| ---- | ---- | ---- |
| 76   | ↘70  | ↗72  |